# SAFB2
SAFB2‏ (Scaffold attachment factor B2) هوَ بروتين يُشَفر بواسطة جين SAFB2 في الإنسان.